# Tunic
 (février 2025).
Tunic, est un jeu d'action-aventure développé par Isometricorp Games et publié par Finji.
Tunic introduit le joueur dans un monde fantastique inerte, dans lequel le joueur contrôle un renard anthropomorphique dans un voyage menant à la libération d'un esprit renard piégé dans un cristal. Le joueur découvre les contrôles, coutumes et règles du jeu et de ce monde en explorant et récupérant des pages d'un livret rempli d'indices, d'images et dessins, de notes et de secrets. L'histoire du jeu est énigmatique car la plupart du texte du livret est écrit dans une écriture construite que le joueur n'est pas obligé, ni attendu de comprendre.
Le développement du jeu, réalisé par Andrew Shouldice, a commencé en 2015 et a duré plus de sept ans, en s'inspirant de jeux NES comme The Legend of Zelda (1986). Andrew Shouldice fut rejoint pendant le développement par les compositeurs Terence Lee et Janice Kwan, l'ingénieur son Kevin Regamey, le développeur Eric Billingsley et le producteur Felix Kramer. L'éditeur Finji a rejoint le projet en 2017 et a annoncé Tunic à l'E3 2017
Tunic est sorti le 16 mars 2022 sur Windows, Mac OS X, Xbox One et Xbox Series X/S, puis le 27 septembre 2022 sur PlayStation 4, PlayStation 5 et Nintendo Switch. Il a reçu un accueil critique très favorable pour son design, esthétique et gameplay, tout en étant critiqué sur les pics de difficulté pouvant bloquer les joueurs sur certains passages. Tunic a reçu plusieurs prix, dans la catégories de jeux indépendants lors de la 26eme édition des D.I.C.E Awards et par l'Académie britannique des arts du cinéma et de la télévision.

## Gameplay
Tunic est un jeu d'action aventure mis en scène dans les ruines d'un monde post-apocalyptique fantastique, dans lequel le joueur, un renard anthropomorphique se retrouve abandonné, libre d'explorer les divers cadres et biomes proposés et se retrouve parfois dans des situations de combat avec diverses créatures hostiles. Il n'est donné au joueur aucun indice ou guide et la plupart des panneaux ou autres écritures dans ce monde sont dans une écriture construite. Seuls les éléments les plus importants sont traduits pour le joueur. Le terrain est présenté dans une vue isométrique, qui n'est adaptée qu'à certains moments ou par certaines actions du joueur.
Le personnage du renard se déplace dans un monde ouvert en marchant ou courant mais possède aussi plusieurs autres options comme la roulade,. Certaines zones seront plus simples à explorer ou d'autres inatteignables faute d'avoir trouvé certains objets ou compris comment effectuer certaines actions. Le joueur est donc guidé par une ligne directrice de l'histoire, malgré une certaine non-linéarité liée aux nombreux secrets et fins alternatives cachés dans le jeu.
L'interface du jeu est plutôt simpliste et se contente de barres pour les différentes statistiques du personnage comme la vie, l'endurance ou le mana. Les actions comme la roulade consomment de l'endurance, qui se régénère toute seule au bout de quelques secondes contrairement à la vie. Répartis dans ce monde se trouvent plusieurs coffres contenant plusieurs collectibles, comme des objets, des armes, ou des pièces. Certains objets peuvent aussi être achetés aux divers marchands plus ou moins cachés sur la carte. Certains objets comme les potions restaurent la vie du renard, tandis que d'autres objets peuvent être utilisés pour augmenter les statistiques comme la vie, les dégâts, l'endurance, le mana maximum du personnage. Tunic ne possède pas de niveau de difficulté mais propose au joueur d'activer l'endurance ou la vie illimitée dans les paramètres d'accessibilité.
Plusieurs armes de plusieurs catégories peuvent être trouvées dans le jeu, comme le bâton, des explosifs, et des objets magiques,. Un bouclier peut être utilisé une fois débloqué pour bloquer les attaques contre de l'endurance. Les armes magiques peuvent tirer des projectiles, ralentir le temps, ou attraper un ennemi coriace, mais dépensent du mana. Les explosifs peuvent être utilisés pour créer des explosions ou des flaques de feu, ces dernières ayant le potentiel d'enflammer les ennemis ou le renard. Les ennemis poursuivent le renard et l'attaquent à vue. Le joueur peut verrouiller une cible pour diriger ses attaques plus facilement, à l'instar du jeu Monster Hunter. Utiliser ce verrouillage permet aussi de décaler la caméra et permettre parfois de découvrir des passages cachés, des objets, ou des coffres dissimulés par le décor,. Si le renard meurt, ce dernier lâche des pièces et crée une âme à l'endroit de sa mort, qui peut être récupérée plus tard par le joueur. Acquérir cette âme crée aussi une onde de choc utile pendant certains combats, et permet la réapparition du renard. À la fin de certaines zones se trouvent un boss qui devra être vaincu pour continuer l'aventure.
A travers ce monde sont dispersées plusieurs statues à l'effigie d'un plus grand renard; interagir et s'agenouiller à ces dernières restaure la vie du personnage et sauvegarde l'emplacement pour les réapparitions du joueur. Cependant, cela ranime aussi les ennemis classiques vaincus. Certaines zones contiennent aussi des plaques dorées qui permettent un voyage rapide entre les zones grâce à un monde secondaire vers une autre plaque dorées trouvée au préalable.
Dans ce monde se trouvent aussi les pages collectables d'un livret. Quand le joueur récupère une page, elle s'ajoute à son livret le complétant peu à peu - mais pas forcément dans l'ordre - et permettant au joueur de comprendre un peu plus le monde dans lequel il évolue. Le joueur peut lire ce livret à n'importe quel moment dans le jeu. Comme les textes des panneaux et autres écritures de ce monde, il est principalement écrit dans une langue construite incompréhensible pour le joueur. Les images, iconographies et notes permettent au joueur de comprendre partiellement le livret, et donne des indices sur l'histoire et les énigmes. Certaines pages informent le joueur de mécaniques essentielles comme l'augmentation des statistiques auprès des statues.

## Scénario
L'histoire de Tunic se révèle au fur et à mesure du jeu, le Lore et le contexte révélés seulement quand le renard récupère des pages du livret ou l'entrée dans une nouvelle zone. Il n'est pas clair si le renard lui même comprend ce langage ou le livret car le joueur seul se doit de l'interpréter.
Un renard se réveille sur une plage, et commence un voyage à travers un monde rempli de ruines. Apres avoir récupéré une arme et un bouclier et avoir sonné deux "cloches", le renard entre dans un temple puis dans un monde spirituel. Dans ce dernier ils rencontrent un esprit renard plus grand apparemment piégé dans une prison cristalline, ce dernier nommé dans le livret comme l'héritier. Le renard part donc à la recherche de trois clef de cristal dispersées dans les donjons de ce monde qui permettent d'ouvrir la prison. Si le renard meurt, l'héritier lui donne une seconde chance, puis une troisième, jusqu'à la réussite.
Au fil de son aventure le renard se retrouve nez à nez avec une brume violette, qui donne l'impression d'alimenter d'une énergie magique les différents mécanismes des ruines comme les plaques dorées qui sont étendues par des obélisques sombre mais luisants. Pendant la recherche de la dernière clef le renard arrive dans une mine qui semble être envahie par une brume qui semble s'étendre de plus en plus. Il est révélé que dans cette mine se trouve un ancien mécanisme dévoué à l'emprisonnement d'âmes de renards dans les obélisques. Une fois les clefs récupérées et l'héritier libéré, ce dernier attaque le renard avec lequel vous avez passé toute l'aventure et le tue. Le renard cette fois bien mort se retrouve sous forme d'esprits dans le même monde, il fait nuit, la plupart des chemins faciles d'accès ne sont plus là, et la brume recouvre bien plus que la mine. La plupart des ennemis sont partis mais on peut maintenant voir les esprits des renards vivant ici auparavant, ces derniers parlant la même langue que le livret. Le renard est livré à lui même et une légende dit qu'une fois les statues du héros retrouvées, un renard pourrait retourner dans le monde des vivants.
La collecte des pages révèle qu'il y avait autrefois une civilisation de renards qui désirait un pouvoir d'outre monde, par-delà leur réalité. À la recherche de l'immortalité, ils ont trouvé un moyen d'enterrer les âmes des renards du passé et futur dans les obélisques fournissant la source d'énergie tant désirée. Une religion s'étant formée autour du pouvoir et du héros l'ayant trouvé, insinuant que les croyants ne seraient pas convertis dans ces obélisques. Cette énergie a été corrompue à travers le temps avec abus et excès causant la formation de la brume érodant la réalité et altérant le temps. Un renard, leur héritier, est bloqué dans une boucle, ce dernier attirant son remplacement et continuant le cycle.
Si le renard combat l'héritier et en sort vainqueur, ce dernier se verra emprisonné à sa place; c'est la fin du jeu. Il est à ce moment proposé au joueur de quitter, de recommencer depuis le début mais cette fois avec la plupart des objets débloqués par le joueur en sa possession depuis le début, ou de recommencer seulement avant la bataille. Une seconde fin est proposée si avant de battre l'héritier le joueur suit le "golden path", une énigme éparpillée à travers ce monde dont l'apogée se trouve en haut de la montagne.
Une fois cette énigme complétée et l'héritier retrouvé, si le personnage a récupéré toutes les pages du livret, l'héritier montrera comment briser la boucle et remerciera le personnage. A ce moment s'affichent les crédits de fin du jeu pendant que le joueur et l'héritier explorent ce monde ensemble.

## Développement
Andrew Shouldice a commencé à travailler sur Tunic en février 2015, à ce moment le projet avec le nom de "Secret Legend", qui en hommage restera le nom que porte la fenêtre une fois le jeu lancé. Shouldice ayant auparavant fait plusieurs petits jeux pour des compétitions organisées par Ludum Dare n'avait jamais entrepris un aussi gros projet seul, il quitta son travail chez Silverback Productions pour commencer le processus de développement sans savoir dans quelle direction créative le jeu allait tourner. Il postas plusieurs captures d'écran sur X et Vine, immédiatement attirant de l'attention,. En quelques semaines, Shouldice avait réussi à développer le protagoniste renard du jeu, le style graphique isométrique, et le gameplay de base dans le style action aventure solo. Shouldice voulait à la base un protagoniste humain avec certaines cosmétiques personnalisables mais n'a pas trouvé de modèle qui le satisfaisait, il est ensuite passé sur le renard anthropomorphique que nous connaissons aujourd'hui, ce qui selon lui était logique car "Foxes get into trouble" ( Les renards se débrouillent pour trouver des problèmes ). Il décida tôt dans le développement que son expérience de développeur ne serait pas assez poussée pour créer toutes les facettes du jeu qu'il envisageait. À la Game Developers Conference de 2015 il rencontra le compositeur Terence Lee (Lifeformed) et l'ingénieur son Kevin Regamey de Power Up Audio, ces derniers assument rapidement ces rôles dans le développement de Tunic.
Shouldice voulait combiner un gameplay complexe avec des visuels et musiques sympathique et apaisantes. La patte artistique et le coloris du jeu a été inspiré par le jeu The Legend of Zelda (1986) sur NES et voulait inviter les joueurs à être brave et explorer de nouvelles zones qui pourraient être plus exigeantes que les précédentes et même surpasser leur potentiel théorique,. Il voulait que les joueurs ressentent un "Vrai sentiment de découverte et de mystère", en trouvant des morceaux du jeu qu'ils ne comprenaient pas encore mais aussi en trouvant des solutions aux précédentes énigmes en attente de réponses. Il voulait aussi ajouter du contenu que personne ne trouverait, plus précisément des secrets, des détails qui n'ont pas besoin d'être trouvés par quiconque et n'avaient pas d'importance dans l'histoire mais apportaient quelque chose vers quoi évoluer. Le choix de la vue isométrique de Tunic fut aussi inspirée par le style visuel du jeu Monument Valley (2014),.
Shouldice étant inspiré par la sensation de mystère qu'il avait dans sa jeunesse pendant sa lecture des manuels de jeu tels que Metroid II : Return of Samus (1991), n'étant pas capable de comprendre sa totalité à cause du manque de contexte ou d'habitudes. Il voulait rendre aux joueurs ce sens de liberté en présentant quelque chose qui expliquait tout mais n'était compréhensible par personne, mais pas forcément fait pour eux non plus. Shouldice espérait aussi que le mystère guiderait et encouragerait les joueurs a s'entraider pour trouver les solutions aux divers puzzles en se donnant de subtils indices. Ces désirs ont fini par nous donner les pages du livret présentes dans le jeu aujourd'hui écrit dans un code qu'il n'était pas attendu de comprendre ou résoudre,. Le jeu Fez as inspiré Shouldice à créer les multiples fins possibles pour l'histoire de Tunic, tout en lui apprenant que les joueurs le comprendraient trop rapidement s'il s'agissait seulement d'une langue chiffrée,. La première version du livret et de ses pages fut créé en Juin 2015.
Le jeu Bloodborne (2015) de FromSoftware s influencé l'aspect combat de Tunic, avec une rythmique d'attaque et d'esquive effrénée. L'histoire elle aussi fut inspirée de Bloodborne, dans l'esprit d'un monde corrompu par l'extraction d'un ancien pouvoir méconnu et incompris. Tunic partage aussi l'impression d'un monde perdu qui existerait tout bien avec que sans le jour des jeux de FromSoftware, dans lesquels le joueur est insignifiant se baladant dans un monde qui ne s'en préoccupe pas.
Annonce et sortie
Après quelques années de développement, Shouldice fut rejoint par Felix Kramern, qui devient le producteur de Tunic , cela amèneras à l'arrivée de l'éditeur Finji en 2017,. Le jeu a été annoncé en tant que Tunic à l'E3 2017, convention multi gaming en juin de cette année, avec une date de sortie prévue au cour de l'année 2018. Finji représenta Tunic pendant l'édition 2018 de la convention pendant le panneau d'Xbox en juillet mais cette fois sans date de sortie. Les critiques présents à l'E3 de cette année : Giant Bomb, GameRadar+ et Destructoid l'ont unanimement qualifié du jeu le plus mignon et adorable présenté au cours de l'E3 cette année,,. À l'E3 2021 IGN le surnommaiy comme "Une mascotte de la scène des jeux depuis plusieurs années". En 2020 le design de Tunic étaiy en grande partie terminée, et l'équipe de développement fut étendue ; Eric Billingsley étant lui même en train de développer son propre jeu inspiré partiellement par tunic rejoint en tant que développeur et Level Designer, Terence Lee composant la bande sonore du jeu depuis 5 an fut rejoint lui aussi par sa femme Janice Kwan,. Permettant à la personnalité du renard non définie permettant aux joueurs de s'y reconnaitre de rester en second plan pendant que la musique se concentre sur les contextes visuels que les actions du renard. L'artiste ma-ko lui créa les dessins et designs du livret en jeu.
La date de sortie finale est enfin annoncée lors de The Game Awards en décembre 2021, puis est sorti le 16 mars 2022 sur Windows, Mac OS X, Xbox One et Xbox Series X/S, puis le 27 septembre 2022 avec la version pour PlayStation 4, PlayStation 5 et Nintendo Switch cette fois avec un nouveau nom d'éditeur Isometricorp Games,. Les versions console Playstation et Switch ont été terminées avec l'aide de 22nd Century toys,. Une bande son complète, Tunic Original Soundtrack a été sortie par les compositeurs le 16 Mars 2022 en même temps que le jeu. Un second album digital "Initial piano concepts" de certaines des OST de tunic fut lui annoncé pour le 22 Septembre 2023. Shouldice nous dit que le jeu a pris autant de temps à sortir car la facon dont ils développaient les forçaient à refaire plusieurs fois la même chose jusqu'à avoir un design satisfaisant. Cependant Lee et Billingsley de leur côté pensent que l'échelle du jeu et sa complexité étaient plus dur à terminer vu la taille réduite de leur équipe en peu de temps.

## Réception
| Notes des joueurs      | Notes des joueurs                                                               |
| ---------------------- | ------------------------------------------------------------------------------- |
| Metacritic             | PC : 85/100 Switch : 88/100 Xbox Series : 85/100 Xbox One : 85/100 PS5 : 86/100 |
| Notes des journalistes |                                                                                 |
| Journal                | Score                                                                           |
| Destructoid            | 9/10                                                                            |
| Game Informer          | 9.75/10                                                                         |
| GameSpot               | 9/10                                                                            |
| IGN                    | 9/10                                                                            |
| Jeuxvideo.com          | 17/20                                                                           |
| PC Gamer (US)          | 86/100                                                                          |

À sa sortie Tunic a recu principalement des avis favorables selon le site Metacritic. Il était dans le top 30 des jeux de 2022 par score  sur toutes les plateformes combinées ( Windows, Xbox, Playstation ) et le 8e pour sa version Switch. Tunic a été à la suite de cela référencé dans plusieurs listes des meilleurs jeux de 2022, par exemple par VG247 et le concours de jeu indépendant de l'année par Shacknews,. Les journalistes ont largement glorifié le gameplay de Tunic, cependant quelques aspects du jeux avaient des retours mitigés. Plusieurs testeurs du jeu trouvaient le combat complexe mais satisfaisant,,. Indee de Jeuxvideo.com a conclu que Shouldice avait essayé et réussi à rendre le combat exigeant et posant un challenge aux joueurs.
Anne-Marie Coyle de PC Gamer et Ryan McCaffrey d'IGN ont eux aussi apprécié les combats de boss et PC Gamer les considérait plus satisfaisants que le combat classique,, cependant Jill Grodt de Game Informer et Brendan Caldwell de Rock Paper Shotgun les trouvaient trop durs comparé au reste du jeu,. Game Informer, Richard Wakeling de GameSpot et les testeurs de Jeuxvideo.com ont eux acclamé les options d'accessibilité du jeu permettant de faciliter le combat permettant aux joueurs moins assidus de continuer l'exploration sans être bloqués par le combat,,. Les journalistes en général décrivent le jeu comme un mix entre Zelda et les SoulsLike au niveau du combat ou du moins un hommage à ces derniers,. Le journaliste Zoey Handley de Destructoid et Christian Donlan de EuroGamer le décrivaient eux comme ayant transformé les valeurs de ces derniers et les ayant adapté avec prouesse à son style au lieu de juste les copier,.
L'histoire de Tunic n'a pas été si bien reçue. Handley a applaudi la manière dont l'histoire est racontée sans texte, et le journaliste de Jeuxvideo.com a trouvé les fins intéressantes,. Les journalistes de Game Informer et IGN ont eux trouvé l'histoire mise au second plan comparé au reste du jeu la caractérisant comme un petit bonus intéressant plutôt qu'une raison de continuer à jouer,.
Les journalistes ont aussi admiré les graphismes et l'esthétique du jeu, Grodt de Game Informer et Wakeling de GameSpot ont eux décrit le style graphique comme "simple mais magnifique", le journaliste de GameSpot le qualifiant lui de "magnifique",. Les journalistes de IGN, PC Gamer, Jeuxvideo.com ont eux salué le style coloré et ravissant du jeu, Jeuxvideo.com conclut que les choix artistiques, visuels et musicaux donnent une ambiance seraine au jeu tout en restant mystérieux mais magnifique.,,  "Ce dernier contrastant habilement avec les batailles ardues" par Game Informer,,
Les éléments d'exploration et les secrets furent honorés, Grodt conclut que "Le combat de tunic est génial mais la découverte et l'exploration restent ses qualités les plus impressionnantes". Les journalistes désignent l'exploration et les secrets comme l'élément principal du jeu, Nicole Carpenter de Polygon le décrit comme poussant le jour à avoir le courage d'essayer les choses,,. Les puzzles, et surtout le livret étant loués, certains les appelant "simplement fantastiques", un sentiment partagé unanimement,,,. Cependant plusieurs finirent par noter que la difficulté des énigmes surtout vers la fin pouvait donner une impression de blocage au joueur,,.
Récompenses
Tunic gagna plusieurs prix tels que :
- le prix de D.I.C.E pour les jeux indépendants
- le prix de prouesse artistique et de premier jeu par l'Académie britannique des arts du cinéma et de la télévision[41],[42].

Mais il a aussi été nominé dans plusieurs autres catégories lors d'autres cérémonies comme :
- The Game Awards 2022
- Golden Joystick Awards
- 23rd Game Developers Choice Awards
- Independent Games Festival

,,,
| Prix                                | Catégorie                                    | Résultat          |
| ----------------------------------- | -------------------------------------------- | ----------------- |
| 2022 Golden Joystick Awards,        | Meilleur Jeu indépendant                     | Nominé            |
| The Game Awards 2022                | Meilleur Jeu d' Action / Aventure            | Nominé            |
| The Game Awards 2022                | Meilleur premier Jeu indépendant             | Nominé            |
| The Game Awards 2022                | Meilleur Jeu indépendant                     | Nominé            |
| 26th Annual D.I.C.E Awards          | Résultats exceptionnels en jeux indépendants | Nominé            |
| 26th Annual D.I.C.E Awards          | Résultats exceptionnels en design            | Gagnant           |
| 26th Annual D.I.C.E Awards          | Résultats exceptionnels en direction         | Nominé            |
| 26th Annual D.I.C.E Awards          | Jeu d'aventure de l'année                    | Nominé            |
| 23rd Game Developers Choice Awards, | Meilleur Jeu de l'année                      | Nominé            |
| 23rd Game Developers Choice Awards, | Meilleur Art Visuel                          | Mention Honorable |
| 23rd Game Developers Choice Awards, | Meilleur Design                              | Nominé            |
| 23rd Game Developers Choice Awards, | Meilleur Premier jeu                         | Nominé            |
| 23rd Game Developers Choice Awards, | Meilleur Audio                               | Mention Honorable |
| Independant Games Festival          | Grand prix Seumas-McNally                    | Nominé            |
| Independant Games Festival          | Excellence dans les arts visuels             | Nominé            |
| Independant Games Festival          | Excellence dans l'audio                      | Nominé            |
| 19th British Academy Games Awards   | Acomplissement Artistique                    | Gagnant           |
| 19th British Academy Games Awards   | Acomplissement Audio                         | Nominé            |
| 19th British Academy Games Awards   | Premier Jeu                                  | Gagnant           |
| 19th British Academy Games Awards   | Design                                       | Nominé            |
| 19th British Academy Games Awards   | Musique                                      | Nominé            |